# Live at Reading
Live at Reading is een live-cd/dvd van de Amerikaanse grungeband Nirvana. Het album kwam uit op 2 november 2009 en bevat opnames van een concert op het Reading Festival in 1992.

## Tracklist
Alle muziek en teksten zijn geschreven door Kurt Cobain tenzij anders vermeld. 
| Nr. | Titel                                                                   | Duur |
| --- | ----------------------------------------------------------------------- | ---- |
| 1.  | Breed                                                                   | 2:57 |
| 2.  | Drain You                                                               | 3:54 |
| 3.  | Aneurysm (Cobain, Dave Grohl, Krist Novoselic)                          | 4:34 |
| 4.  | School                                                                  | 3:12 |
| 5.  | Sliver                                                                  | 2:13 |
| 6.  | In Bloom                                                                | 4:33 |
| 7.  | Come as You Are                                                         | 3:34 |
| 8.  | Lithium                                                                 | 4:23 |
| 9.  | About a Girl                                                            | 3:09 |
| 10. | Tourette's                                                              | 1:51 |
| 11. | Polly                                                                   | 2:48 |
| 12. | Lounge Act                                                              | 3:04 |
| 13. | Smells Like Teen Spirit (Cobain, Grohl, Novoselic)                      | 4:44 |
| 14. | On a Plain                                                              | 3:00 |
| 15. | Negative Creep                                                          | 2:54 |
| 16. | Been a Son                                                              | 3:23 |
| 17. | All Apologies                                                           | 3:25 |
| 18. | Blew                                                                    | 5:23 |
| 19. | Dumb                                                                    | 2:34 |
| 20. | Stay Away                                                               | 3:41 |
| 21. | Spank Thru                                                              | 3:05 |
| 22. | Love Buzz (cover van Shocking Blue (Robbie van Leeuwen), alleen op dvd) | 4:56 |
| 23. | The Money Will Roll Right In (cover van Fang)                           | 2:13 |
| 24. | D-7 (cover van Wipers)                                                  | 3:43 |
| 25. | Territorial Pissings (Cobain, Chet Powers)                              | 4:30 |

## Bezetting
- Kurt Cobain
- Krist Novoselic
- Dave Grohl